# Al-Shaymaa Kwegyir
Al-Shaymaa Kwegyir (ur. 8 kwietnia 1960) – tańzańska działaczka na rzecz praw albinosów. 8 kwietnia 2008 została członkiem tańzańskiego parlamentu, z nominacji prezydenta Tanzanii Jakaya Kikwete. Nominacja była motywowana chęcią poprawy sytuacji tanzańskich albinosów, którzy padają ofiarami okaleczeń i morderstw ze strony osób wierzących w magiczną moc ich części ciała, traktowanych jako talizmany.